# Columba albitorques
Pombo-de-colar-branco ou pombo-etíope (Columba albitorques) é uma espécie de ave da família Columbidae.
Pode ser encontrada nos seguintes países: Eritreia e Etiópia.